# Lista 100 najbogatszych Polaków tygodnika „Wprost”
Lista 100 najbogatszych Polaków tygodnika „Wprost” – coroczny ranking stu polskich obywateli z największym zgromadzonym majątkiem sporządzany przez redakcję tygodnika „Wprost”. Osób zamożnych w Polsce w roku 2012 było ponad 750 tys., a ich roczny dochód to prawie 130 mld złotych.
Zdaniem firmy badawczej KPMG ludzie bogaci to tacy, których przeciętny dochód miesięczny wynosi powyżej 20 000 zł brutto, a ich aktywa płynne mają wartość powyżej 1 mln dolarów (gotówka, lokaty, obligacje), natomiast do grupy osób zamożnych należą ci, których przeciętny dochód miesięczny brutto wynosi od 7100 do 20 000 zł. Zdaniem milionerów zamożność zaczyna się od 5 mln dolarów.
Lista jest publikowana co roku, począwszy od 1990 r.

## Czołówki rankingów 100 Najbogatszych Polaków

### 2025
| Lp. | Osoba                                | Majątek     |
| --- | ------------------------------------ | ----------- |
| 1   | Tomasz Biernacki                     | 20 mld zł   |
| 2 1 | Jerzy Starak                         | 19,1 mld zł |
| 3 1 | Michał Sołowow                       | 12,2 mld zł |
| 4 1 | Paweł Marchewka                      | 8,1 mld zł  |
| 5 2 | Sebastian Kulczyk                    | 7,5 mld zł  |
| 6 2 | Dominika Kulczyk                     | 7,1 mld zł  |
| 7 1 | Zbigniew Juroszek i Mateusz Juroszek | 7 mld zł    |
| 8 2 | Zygmunt Solorz                       | 6,6 mld zł  |
| 9   | Łukasz Nosek                         | 5,9 mld zł  |
| 10  | Rafał Brzoska                        | 5,4 mld zł  |

### 2023
| Lp.  | Osoba                                | Majątek    |
| ---- | ------------------------------------ | ---------- |
| 1    | Tomasz Biernacki                     | 24 mln zł  |
| 2    | Michał Sołowow                       | 13 zł      |
| 3    | Jerzy Starak                         | 9,99zł     |
| 4    | Dominika Kulczyk                     | 8,8 mld zł |
| 5 4  | Paweł Marchewka                      | 8,6 mld zł |
| 6 3  | Zygmunt Solorz-Żak                   | 8,5 mld zł |
| 7 2  | Sebastian Kulczyk                    | 7,4 mld zł |
| 8 1  | Zbigniew Juroszek i Mateusz Juroszek | 6,5 mld zł |
| 9 2  | Łukasz Nosek                         | 6,1 mld zł |
| 10 7 | Arkadiusz Muś                        | 4,9 mld zł |

### 2022
| Lp.  | Osoba                                | Majątek     |
| ---- | ------------------------------------ | ----------- |
| 1    | Tomasz Biernacki                     | 15,3 mld zł |
| 2 1  | Michał Sołowow                       | 11 mld zł   |
| 3 2  | Zygmunt Solorz-Żak                   | 10 mld zł   |
| 4    | Dominika Kulczyk                     | 8,5 mld zł  |
| 5    | Sebastian Kulczyk                    | 7 mld zł    |
| 6 1  | Jerzy Starak                         | 6 mld zł    |
| 7 1  | Łukasz Nosek                         | 5 mld zł    |
| 7 1  | Zbigniew Juroszek i Mateusz Juroszek | 5 mld zł    |
| 9 2  | Paweł Marchewka                      | 4,2 mld zł  |
| 10 N | Wiesław Wawrzyniak z rodziną         | 4,1 mld zł  |

### 2021
| Lp.  | Osoba                                | Majątek     |
| ---- | ------------------------------------ | ----------- |
| 1    | Zygmunt Solorz-Żak                   | 13,6 mld zł |
| 2    | Tomasz Biernacki                     | 13,5 mld zł |
| 3 1  | Michał Sołowow                       | 11,5 mld zł |
| 4 1  | Dominika Kulczyk                     | 8,1 mld zł  |
| 5 1  | Sebastian Kulczyk                    | 7,2 mld zł  |
| 6 3  | Piotr Szulczewski                    | 6,3 mld zł  |
| 7    | Jerzy Starak                         | 5,7 mld zł  |
| 8    | Łukasz Nosek                         | 5 mld zł    |
| 8 N  | Zbigniew Juroszek i Mateusz Juroszek | 5 mld zł    |
| 10 N | Rafał Brzoska                        | 4,5 mld zł  |

### 2020
| Lp.  | Osoba              | Majątek     |
| ---- | ------------------ | ----------- |
| 1    | Zygmunt Solorz-Żak | 10,8 mld zł |
| 2 3  | Tomasz Biernacki   | 9,8 mld zł  |
| 3 4  | Piotr Szulczewski  | 7,9 mld zł  |
| 4 3  | Michał Sołowow     | 7,2 mld zł  |
| 5 1  | Dominika Kulczyk   | 7,1 mld zł  |
| 6 3  | Sebastian Kulczyk  | 6,8 mld zł  |
| 7 1  | Jerzy Starak       | 5,6 mld zł  |
| 8 N  | Łukasz Nosek       | 5,3 mld zł  |
| 9    | Paweł Marchewka    | 4,8 mld zł  |
| 10 3 | Marcin Iwiński     | 4,6 mld zł  |

### 2019
| Lp.  | Osoba                                | Majątek     |
| ---- | ------------------------------------ | ----------- |
| 1    | Michał Sołowow                       | 12,1 mld zł |
| 2    | Zygmunt Solorz-Żak                   | 10,1 mld zł |
| 3    | Sebastian Kulczyk                    | 7,0 mld zł  |
| 3    | Dominika Kulczyk                     | 7,0 mld zł  |
| 5 2  | Tomasz Biernacki                     | 6,3 mld zł  |
| 6    | Jerzy Starak                         | 5,9 mld zł  |
| 7 2  | Piotr Szulczewski                    | 5,35 mld zł |
| 8 N  | Paweł Marchewka                      | 4,36 mld zł |
| 9    | Zbigniew Juroszek i Mateusz Juroszek | 3,5 mld zł  |
| 10 1 | Antoni Ptak                          | 3,1 mld zł  |

### 2018
| Lp. | Osoba                                 | Majątek     |
| --- | ------------------------------------- | ----------- |
| 1 2 | Michał Sołowow                        | 10,8 mld zł |
| 2   | Zygmunt Solorz-Żak                    | 9,1 mld zł  |
| 3 2 | Sebastian Kulczyk                     | 7,1 mld zł  |
| 3 2 | Dominika Kulczyk                      | 7,1 mld zł  |
| 5 2 | Piotr Szulczewski                     | 5,9 mld zł  |
| 6 1 | Jerzy Starak                          | 5,8 mld zł  |
| 7 6 | Tomasz Biernacki                      | 5,2 mld zł  |
| 8 4 | Dariusz Miłek                         | 4,3 mld zł  |
| 9 3 | Elżbieta Kaczmarek i Bogdan Kaczmarek | 3,1 mld zł  |
| 9   | Antoni Ptak                           | 3,1 mld zł  |

### 2017
| Lp.   | Osoba                                 | Majątek     |
| ----- | ------------------------------------- | ----------- |
| 1     | Dominika Kulczyk i Sebastian Kulczyk  | 15,5 mld zł |
| 2     | Zygmunt Solorz-Żak                    | 11,5 mld zł |
| 3     | Michał Sołowow                        | 8,3 mld zł  |
| 4     | Dariusz Miłek                         | 5,5 mld zł  |
| 5 2   | Jerzy Starak                          | 4,1 mld zł  |
| 6 N   | Elżbieta Kaczmarek i Bogdan Kaczmarek | 3,55 mld zł |
| 7 N   | Piotr Szulczewski                     | 3,4 mld zł  |
| 8 3   | Leszek Czarnecki                      | 3,3 mld zł  |
| 9 3   | Antoni Ptak                           | 3,0 mld zł  |
| 10 18 | Bogusław Cupiał                       | 2,9 mld zł  |

### 2016
| Lp.  | Osoba                                | Majątek     |
| ---- | ------------------------------------ | ----------- |
| 1 N  | Dominika Kulczyk i Sebastian Kulczyk | 16,5 mld zł |
| 2    | Zygmunt Solorz-Żak                   | 10,9 mld zł |
| 3    | Michał Sołowow                       | 6,5 mld zł  |
| 4    | Dariusz Miłek                        | 5,0 mld zł  |
| 5    | Leszek Czarnecki                     | 3,2 mld zł  |
| 6 5  | Antoni Ptak                          | 3,0 mld zł  |
| 7 2  | Jerzy Starak                         | 2,7 mld zł  |
| 8 5  | Tomasz Gudzowaty                     | 2,3 mld zł  |
| 9 3  | Roman Karkosik i Grażyna Karkosik    | 2,2 mld zł  |
| 10 4 | Zbigniew Niemczycki                  | 1,8 mld zł  |

### 2015
| Lp.  | Osoba                | Majątek     |
| ---- | -------------------- | ----------- |
| 1    | Jan Kulczyk          | 16,0 mld zł |
| 2    | Zygmunt Solorz-Żak   | 12,5 mld zł |
| 3    | Michał Sołowow       | 8,3 mld zł  |
| 4    | Dariusz Miłek        | 5,3 mld zł  |
| 5 1  | Leszek Czarnecki     | 5,2 mld zł  |
| 6 1  | Grzegorz Jankilewicz | 4,75 mld zł |
| 7 1  | Sławomir Smołokowski | 4,75 mld zł |
| 8 1  | Germán Efromovich    | 3,52 mld zł |
| 9    | Jerzy Starak         | 3,1 mld zł  |
| 10 1 | Grażyna Kulczyk      | 2,7 mld zł  |

### 2014
| Lp.   | Osoba                | Majątek     |
| ----- | -------------------- | ----------- |
| 1     | Jan Kulczyk          | 13,1 mld zł |
| 2     | Zygmunt Solorz-Żak   | 12,0 mld zł |
| 3     | Michał Sołowow       | 6,96 mld zł |
| 4 1   | Leszek Czarnecki     | 6,33 mld zł |
| 5 N   | Grzegorz Jankilewicz | 4,5 mld zł  |
| 6 N   | Sławomir Smołokowski | 4,5 mld zł  |
| 7 3   | Germán Efromovich    | 4,48 mld zł |
| 8     | Dariusz Miłek        | 3,0 mld zł  |
| 9 2   | Jerzy Starak         | 3,0 mld zł  |
| 10 60 | Antoni Ptak          | 2,59 mld zł |

### 2013
| Lp.  | Osoba                             | Majątek     |
| ---- | --------------------------------- | ----------- |
| 1    | Jan Kulczyk                       | 12,5 mld zł |
| 2    | Zygmunt Solorz-Żak                | 10,5 mld zł |
| 3    | Michał Sołowow                    | 7,45 mld zł |
| 4 3  | Germán Efromovich                 | 4,85 mld zł |
| 5 1  | Leszek Czarnecki                  | 4,3 mld zł  |
| 6    | Roman Karkosik i Grażyna Karkosik | 3,0 mld zł  |
| 7 2  | Jerzy Starak                      | 2,89 mld zł |
| 8    | Dariusz Miłek                     | 2,6 mld zł  |
| 9 2  | Grażyna Kulczyk                   | 2,4 mld zł  |
| 10 5 | Tomasz Domogała                   | 2,2 mld zł  |

### 2012
| Lp.  | Osoba                | Majątek     |
| ---- | -------------------- | ----------- |
| 1    | Jan Kulczyk          | 13,1 mld zł |
| 2    | Zygmunt Solorz-Żak   | 12,0 mld zł |
| 3 1  | Michał Sołowow       | 6,96 mld zł |
| 4 1  | Leszek Czarnecki     | 6,33 mld zł |
| 5 N  | Grzegorz Jankilewicz | 4,5 mld zł  |
| 6 N  | Sławomir Smołokowski | 4,5 mld zł  |
| 7 N  | Germán Efromovich    | 4,48 mld zł |
| 8    | Dariusz Miłek        | 3,0 mld zł  |
| 9 3  | Jerzy Starak         | 3,0 mld zł  |
| 10 N | Antoni Ptak          | 2,59 mld zł |

### 2011
| Lp.  | Osoba                        | Majątek      |
| ---- | ---------------------------- | ------------ |
| 1    | Jan Kulczyk                  | 8,5 mld zł   |
| 2    | Zygmunt Solorz-Żak           | 7,8 mld zł   |
| 3    | Leszek Czarnecki             | 7,576 mld zł |
| 4 1  | Michał Sołowow               | 6 mld zł     |
| 5 2  | Roman i Grażyna Karkosikowie | 3,567 mld zł |
| 6    | Jerzy Starak                 | 2,7 mld zł   |
| 7 4  | Rodzina Wejchertów           | 2,421 mld zł |
| 8 1  | Dariusz Miłek                | 1,97 mld zł  |
| 9 10 | Grażyna Kulczyk              | 1,85 mld zł  |
| 10 2 | Tadeusz Chmiel               | 1,8 mld zł   |

### 2010
| Lp.  | Osoba                        | Majątek     |
| ---- | ---------------------------- | ----------- |
| 1    | Jan Kulczyk                  | 7,1 mld zł  |
| 2    | Zygmunt Solorz-Żak           | 6,6 mld zł  |
| 3 1  | Leszek Czarnecki             | 4,3 mld zł  |
| 4    | Marek Mikuśkiewicz           | 3,9 mld zł  |
| 5 2  | Michał Sołowow               | 2,7 mld zł  |
| 6 4  | Jerzy Starak                 | 2,66 mld zł |
| 7 2  | Roman i Grażyna Karkosikowie | 2,56 mld zł |
| 8    | Tadeusz Chmiel               | 1,91 mld zł |
| 9 2  | Dariusz Miłek                | 1,8 mld zł  |
| 10 3 | Jarosław Pawluk              | 1,6 mld zł  |

### 2009
| Lp.  | Osoba                        | Majątek     |
| ---- | ---------------------------- | ----------- |
| 1    | Jan Kulczyk                  | 5,9 mld zł  |
| 2    | Zygmunt Solorz-Żak           | 5,8 mld zł  |
| 3 8  | Sławomir Smołokowski         | 4,3 mld zł  |
| 4    | Marek Mikuśkiewicz           | 3,5 mld zł  |
| 5 2  | Leszek Czarnecki             | 3,15 mld zł |
| 6 4  | Grzegorz Jankilewicz         | 2,9 mld zł  |
| 7 3  | Michał Sołowow               | 2,16 mld zł |
| 8 5  | Tadeusz Chmiel               | 2 mld zł    |
| 9 3  | Roman i Grażyna Karkosikowie | 1,6 mld zł  |
| 10 9 | Jerzy Starak                 | 1,54 mld zł |

### 2008
| Lp.  | Osoba                        | Majątek     |
| ---- | ---------------------------- | ----------- |
| 1 12 | Jan Kulczyk                  | 6,7 mld zł  |
| 2 1  | Zygmunt Solorz-Żak           | 6,5 mld zł  |
| 3 1  | Leszek Czarnecki             | 6,3 mld zł  |
| 4 3  | Michał Sołowow               | 5,15 mld zł |
| 5 1  | Bogusław Cupiał              | 5 mld zł    |
| 6 4  | Roman i Grażyna Karkosikowie | 4 mld zł    |
| 7 2  | Ryszard Krauze               | 3,9 mld zł  |
| 8 1  | Marek Mikuśkiewicz           | 3,9 mld zł  |
| 9 2  | Aleksander Gudzowaty         | 3,7 mld zł  |
| 10   | Grzegorz Jankilewicz         | 3,5 mld zł  |

### 2007
| Lp.  | Osoba                        | Majątek    |
| ---- | ---------------------------- | ---------- |
| 1 2  | Michał Sołowow               | 6,6 mld zł |
| 2    | Roman i Grażyna Karkosikowie | 5,3 mld zł |
| 3 1  | Zygmunt Solorz-Żak           | 4,7 mld zł |
| 4 5  | Leszek Czarnecki             | 4,5 mld zł |
| 5    | Ryszard Krauze               | 4,5 mld zł |
| 6 2  | Bogusław Cupiał              | 3,6 mld zł |
| 7 2  | Aleksander Gudzowaty         | 3,6 mld zł |
| 8 2  | Rodzina Wejchertów           | 3,6 mld zł |
| 9 2  | Marek Mikuśkiewicz           | 3,5 mld zł |
| 10 1 | Grzegorz Jankilewicz         | 3,3 mld zł |

### 2006
| Lp.  | Osoba                        | Majątek    |
| ---- | ---------------------------- | ---------- |
| 1    | Jan Kulczyk                  | 4,1 mld zł |
| 2 4  | Roman i Grażyna Karkosikowie | 3,6 mld zł |
| 3 1  | Michał Sołowow               | 3,6 mld zł |
| 4 1  | Zygmunt Solorz-Żak           | 3,5 mld zł |
| 5 2  | Aleksander Gudzowaty         | 3,1 mld zł |
| 6 4  | Rodzina Wejchertów           | 3 mld zł   |
| 7 1  | Marek Mikuśkiewicz           | 2,2 mld zł |
| 8 3  | Bogusław Cupiał              | 2 mld zł   |
| 9 3  | Leszek Czarnecki             | 2 mld zł   |
| 10 3 | Ryszard Krauze               | 1,8 mld zł |

### 2005
| Lp.  | Osoba                        | Majątek     |
| ---- | ---------------------------- | ----------- |
| 1    | Jan Kulczyk                  | 5,5 mld zł  |
| 2 1  | Zygmunt Solorz-Żak           | 3 mld zł    |
| 3 1  | Aleksander Gudzowaty         | 2,9 mld zł  |
| 4 2  | Michał Sołowow               | 2,6 mld zł  |
| 5 4  | Roman i Grażyna Karkosikowie | 2,4 mld zł  |
| 6 1  | Marek Mikuśkiewicz           | 1,9 mld zł  |
| 7 5  | Ryszard Krauze               | 1,8 mld zł  |
| 8 4  | Grzegorz Jankilewicz         | 1,55 mld zł |
| 9 4  | Sławomir Smołokowski         | 1,55 mld zł |
| 10 3 | Rodzina Wejchertów           | 1,55 mld zł |

### 2004
| Lp.  | Osoba                        | Majątek     |
| ---- | ---------------------------- | ----------- |
| 1    | Jan Kulczyk                  | 12,5 mld zł |
| 2    | Ryszard Krauze               | 2,85 mld zł |
| 3    | Zygmunt Solorz-Żak           | 2,8 mld zł  |
| 4 3  | Aleksander Gudzowaty         | 2,7 mld zł  |
| 5    | Marek Mikuśkiewicz           | 1,6 mld zł  |
| 6 2  | Michał Sołowow               | 1,5 mld zł  |
| 7 1  | Rodzina Wejchertów           | 1,4 mld zł  |
| 8 1  | Bogusław Cupiał              | 1,35 mld zł |
| 9 N  | Roman i Grażyna Karkosikowie | 1,15 mld zł |
| 10 1 | Leszek Czarnecki             | 1,1 mld zł  |

### 2003
| Lp.  | Osoba                | Majątek     |
| ---- | -------------------- | ----------- |
| 1    | Jan Kulczyk          | 12,5 mld zł |
| 2    | Aleksander Gudzowaty | 3 mld zł    |
| 3    | Zygmunt Solorz-Żak   | 2,7 mld zł  |
| 4    | Ryszard Krauze       | 2,6 mld zł  |
| 5 3  | Marek Mikuśkiewicz   | 1,4 mld zł  |
| 6 1  | Rodzina Wejchertów   | 1,35 mld zł |
| 7 1  | Bogusław Cupiał      | 1,3 mld zł  |
| 8 1  | Michał Sołowow       | 1 mld zł    |
| 9 70 | Marek Profus         | 0,85 mld zł |
| 10   | Jerzy Starak         | 0,85 mld zł |

### 2002
| Lp.  | Osoba                | Majątek      |
| ---- | -------------------- | ------------ |
| 1    | Jan Kulczyk          | 12 mld zł    |
| 2    | Aleksander Gudzowaty | 5 mld zł     |
| 3 2  | Zygmunt Solorz-Żak   | 2,8 mld zł   |
| 4 1  | Ryszard Krauze       | 2,5 mld zł   |
| 5 9  | Rodzina Wejchertów   | 1,9 mld zł   |
| 6 25 | Bogusław Cupiał      | 1,7 mld zł   |
| 7    | Michał Sołowow       | 1,1 mld zł   |
| 8    | Marek Mikuśkiewicz   | 1,05 mld zł  |
| 9 1  | Leszek Czarnecki     | 0,9 mld zł   |
| 10 6 | Jerzy Starak         | 0,842 mld zł |

### 2001
| Lp.  | Osoba                |
| ---- | -------------------- |
| 1    | Jan Kulczyk          |
| 2    | Aleksander Gudzowaty |
| 3    | Ryszard Krauze       |
| 4 5  | Jerzy Starak         |
| 5 1  | Zygmunt Solorz-Żak   |
| 6 1  | Piotr Józef Buechner |
| 7 1  | Michał Sołowow       |
| 8 23 | Marek Mikuśkiewicz   |
| 9 40 | Maciej Formanowicz   |
| 10 1 | Leszek Czarnecki     |

### 2000
| Lp.  | Osoba                |
| ---- | -------------------- |
| 1    | Jan Kulczyk          |
| 2 1  | Aleksander Gudzowaty |
| 3 1  | Ryszard Krauze       |
| 4 1  | Zygmunt Solorz-Żak   |
| 5    | Piotr Józef Buechner |
| 6 18 | Michał Sołowow       |
| 7 2  | Rodzina Wejchertów   |
| 8    | Zbigniew Niemczycki  |
| 9 2  | Jerzy Starak         |
| 10 5 | Marek Profus         |

### 1999
| Lp.   | Osoba                      |
| ----- | -------------------------- |
| 1     | Aleksander Gudzowaty       |
| 2     | Jan Kulczyk                |
| 3 4   | Zygmunt Solorz-Żak         |
| 4 16  | Ryszard Krauze             |
| 5 2   | Marek Profus               |
| 6 2   | Kazimierz Grabek z rodziną |
| 7 1   | Jerzy Starak               |
| 8 2   | Zbigniew Niemczycki        |
| 9     | Rodzina Wejchertów         |
| 10 23 | Piotr Józef Buechner       |

### 1998
| Lp.  | Osoba                      |
| ---- | -------------------------- |
| 1    | Aleksander Gudzowaty       |
| 2 1  | Jan Kulczyk                |
| 3 1  | Marek Profus               |
| 4 2  | Kazimierz Grabek z rodziną |
| 5    | Sobiesław Zasada           |
| 6 2  | Zbigniew Niemczycki        |
| 7    | Zygmunt Solorz-Żak         |
| 8 1  | Jerzy Starak               |
| 9 7  | Rodzina Wejchertów         |
| 10 2 | Roman Kluska               |

### 1997
| Lp.  | Osoba                      |
| ---- | -------------------------- |
| 1    | Aleksander Gudzowaty       |
| 2 1  | Marek Profus               |
| 3 1  | Jan Kulczyk                |
| 4    | Zbigniew Niemczycki        |
| 5    | Sobiesław Zasada           |
| 6 1  | Kazimierz Grabek z rodziną |
| 7 1  | Jerzy Starak               |
| 8 1  | Roman Kluska               |
| 9 5  | Maciej Formanowicz         |
| 10 N | Michał Sołowow             |

### 1996
| Lp.  | Osoba                      |
| ---- | -------------------------- |
| 1    | Marek Profus               |
| 2    | Aleksander Gudzowaty       |
| 3    | Zbigniew Niemczycki        |
| 4 1  | Jan Kulczyk                |
| 5 14 | Sobiesław Zasada           |
| 6 2  | Kazimierz Grabek z rodziną |
| 7 1  | Jerzy Starak               |
| 8 1  | Jerzy Krzystyniak          |
| 9 1  | Roman Kluska               |
| 10 1 | Henryk Stokłosa            |

### 1995
| Lp.  | Osoba                      |
| ---- | -------------------------- |
| 1    | Marek Profus               |
| 2    | Aleksander Gudzowaty       |
| 3 1  | Zbigniew Niemczycki        |
| 4 7  | Krzysztof Habich           |
| 5 2  | Jan Kulczyk                |
| 6 1  | Jerzy Starak               |
| 7 8  | Jerzy Krzystyniak          |
| 8    | Kazimierz Grabek z rodziną |
| 9    | Krzysztof Niezgoda         |
| 10 8 | Roman Kluska               |

### 1994
| Lp.  | Osoba                      |
| ---- | -------------------------- |
| 1    | Marek Profus               |
| 2 N  | Aleksander Gudzowaty       |
| 3    | Jan Kulczyk                |
| 4 3  | Zbigniew Niemczycki        |
| 5 1  | Jerzy Starak               |
| 6 N  | Marian Błędniak            |
| 7    | Sobiesław Zasada           |
| 8 3  | Kazimierz Grabek z rodziną |
| 9 10 | Krzysztof Niezgoda         |
| 10 1 | Rodzina Wejchertów         |

### 1993
| Lp.  | Osoba                      |
| ---- | -------------------------- |
| 1    | Zbigniew Niemczycki        |
| 2 3  | Marek Profus               |
| 3 19 | Jan Kulczyk                |
| 4 37 | Jerzy Starak               |
| 5 3  | Kazimierz Grabek z rodziną |
| 6 3  | Krzysztof Habich           |
| 7 5  | Witold Bieniek             |
| 8 N  | Mariusz Świtalski          |
| 9 6  | Andrzej Pawelec            |
| 10 N | Wiesław Michalski          |

### 1992
| Lp.  | Osoba                      |
| ---- | -------------------------- |
| 1 3  | Zbigniew Niemczycki        |
| 2 12 | Kazimierz Grabek z rodziną |
| 3 N  | Rodzina Wejchertów         |
| 4 9  | Marek Mikuśkiewicz         |
| 5 4  | Marek Profus               |
| 6    | Aleksander Gawronik        |
| 7 12 | Martyna Lisiecka-Klinz     |
| 8 N  | Mirosław Jerzy Piasecki    |
| 9 52 | Krzysztof Habich           |
| 10 7 | Piotr Józef Buechner       |

### 1991
| Lp.  | Osoba                    |
| ---- | ------------------------ |
| 1 N  | Barbara Piasecka-Johnson |
| 2 N  | Wojciech Fibak           |
| 3    | Piotr Józef Buechner     |
| 4 1  | Zbigniew Niemczycki      |
| 5 11 | Janusz Leksztoń          |
| 6 5  | Aleksander Gawronik      |
| 7 5  | Sobiesław Zasada         |
| 8 N  | Bogusław Bagsik          |
| 9 12 | Marek Profus             |
| 10 4 | Janusz Stajszczak        |

### 1990
| Lp. | Osoba                   |
| --- | ----------------------- |
| 1   | Aleksander Gawronik     |
| 2   | Sobiesław Zasada        |
| 3   | Henryk Stokłosa         |
| 4   | Leonard Praśniewski     |
| 5   | Zbigniew Niemczycki     |
| 6   | Piotr Józef Buechner    |
| 7   | Mieczysław Wilczek      |
| 8   | Roman Kwaśny            |
| 9   | Jarosław Ulatowski      |
| 10  | Mariusz Olech z rodziną |